# 関東州
座標: 北緯39度10分 東経121度45分 / 北緯39.167度 東経121.750度

関東州
關東州

国歌: 君が代 （日本語）

黄が旅順民政署､緑が大連民政署､赤が金州民政署

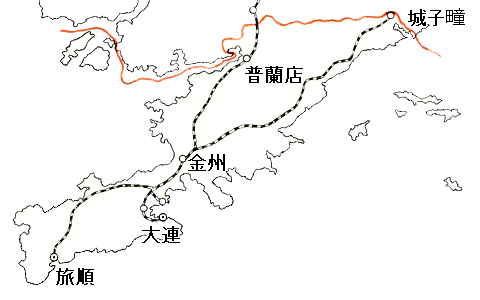
日本が租借した遼東半島先端部(旅大地域)。面積は3,462.5平方キロメートルで鳥取県3,507.2平方キロメートルとほぼ同じ大きさである。

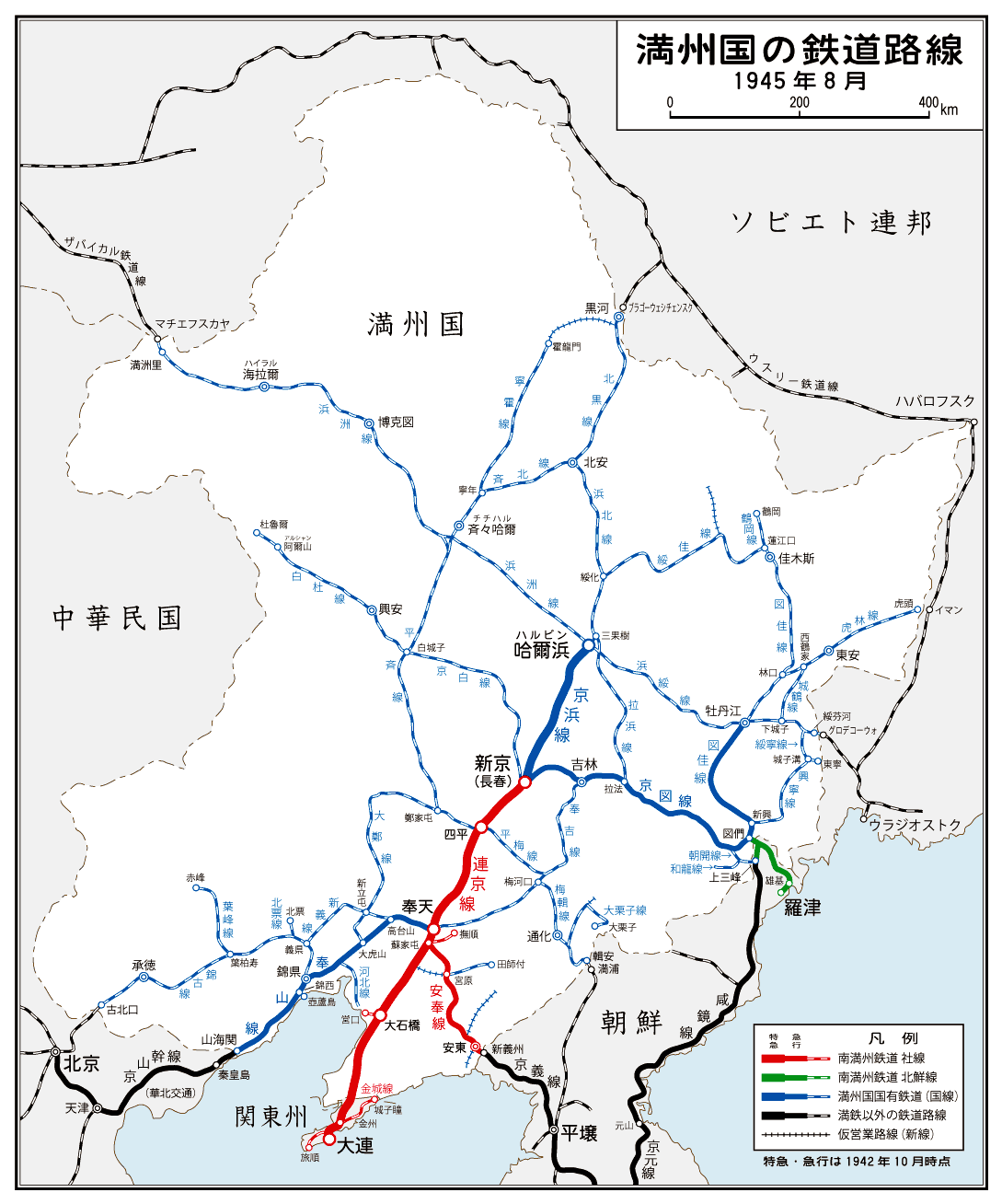
満洲国成立後の満洲の鉄道。赤の部分が関東州時代からの南満洲鉄道

関東州（かんとうしゅう、旧字体：關東州）は、日露戦争の講和条約ポーツマス条約に基づき、ロシアから日本が引き継いだ租借地である。1905年12月の日本と清朝の間で締結された満洲善後条約から1945年8月のソ連による占領までの期間、日本は同地の租借を続けた。現在の中華人民共和国遼寧省大連市の一部地域（大連及び旅順地域）などに該当する。

## 概説
現在の大連市のほぼ南半分、普蘭店区の普蘭店湾から東へ皮口まで引いた線の南側に相当する（この線の北側は清国で、のちに中華民国・満洲国・中華人民共和国に帰属）。南満洲鉄道（満鉄）附属地については南満洲鉄道を参照のこと。
「関東」とは中国の山海関から東側、つまり満洲全体を指す。

## 歴史

### ロシア租借地時代
日清戦争の結果、下関条約により日本が清朝から割譲された領土のうち、遼東半島についてはロシア・ドイツ・フランスによる三国干渉で返還することとなった。
1898年にロシアは遼東半島の一部を25年の期限で清朝から租借した（旅順・大連租借に関する露清条約）。ロシアはここに旅順軍港を築港し、日露戦争では遼東半島は日本とロシアの激戦地となった。

### 日本租借地時代
1905年9月戦後のロシア帝国との講和条約であるポーツマス条約で、清朝からの租借地の権利を日本が引き継ぐことになった。同年12月22日には、清朝との間で満洲善後条約（中日会議東三省事宜条約）を締結し、この地域における権益をロシアから日本へ移譲した。
ロシア時代のダルニーは「大連」と改称された。この租借地の名称は「関東州」であり、当初は軍政が布かれていたが、1906年9月1日に民政に移管され、関東都督府が設置された。その後、関東都督府は1919年4月に関東軍が分離し関東庁に改組、1934年12月には関東局とその下部機関である関東州庁に改組した。
清朝崩壊後、関東州の租借地は1915年に中華民国との条約により租借期限を1997年まで延長された。1932年、関東軍が東三省全土を占拠し満洲国を建てると、租借権の設定は満洲国から受けている形式に改定された。1937年には、満鉄附属地の行政権を満洲国に返還した。
1945年のソ連対日参戦で関東州はソ連軍に占領されて関東軍は降伏し、関東局・関東州庁は瓦解した。

## 経済
大連はロシア時代から自由港であったため、関東州成立後も自由港として存続した。化学製品、毛織物、硬化油（油脂）、リンゴ、セメント産業などがあった。
日本政府は国内産業保護のため輸入関税の障壁を設けていたが、1925年（大正14年）3月、八千代生命保険の議員松平直平、横浜正金銀行の議員の東郷安らにより免税法が成立し、活発な海上貿易が行われた。
大連で荷揚げした中国国内向きの貨物を再度関東州と中華民国との間で検査するのは非効率であるとして、大連には中華民国（後に満洲国）の税関が設置されていた。しかし、実際には抜け道が多かったため密貿易の拠点のひとつになっていたといわれている。

### 通貨
関東州は日本の通貨（日本統治時代の朝鮮における発券銀行である朝鮮銀行券・朝鮮圓（円）、日本銀行の円との等価交換が保証されていた）が流通していた。なお、この通貨は内地では使用できなかった。
1945年、日本の敗戦により中華民国に接収された。

## 行政
行政区分として、市・会が置かれた（内地の市町村に相当する）。

## 関東局管内でのみ販売の郵便切手

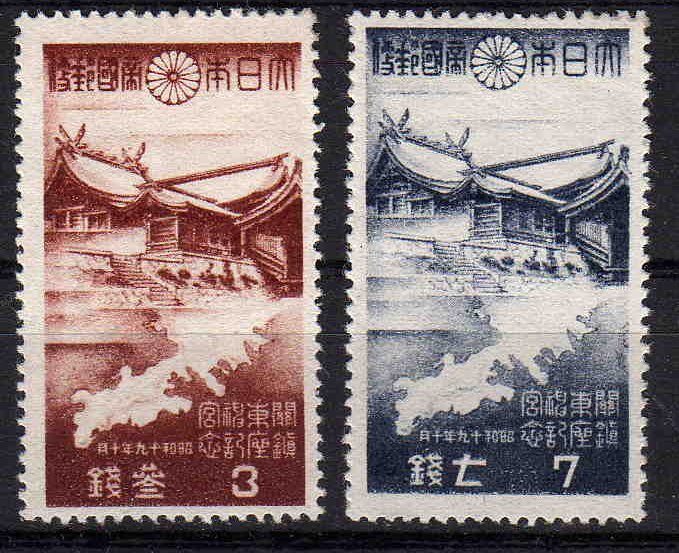
関東神宮鎮座記念切手

郵便事業は日本の郵政関連の官庁である逓信省の下にある、関東逓信局が担当していた。
この関東局管内のみを発売区域とした記念切手が、2度発行されている。最初は1936年9月1日に発行された関東州始政30周年（3種）であり、2度目は1944年10月1日に発行された関東神宮鎮座記念（2種）である。
関東州始政30周年の図案
- 1銭5厘 関東州の地図と旭光とハト（刷色・紫色）
- 3銭 旅順港にある日露戦争戦歿兵士の納骨祠と表忠塔（刷色・焦茶色）
- 10銭 関東庁の建物（刷色・暗緑色）

関東神宮鎮座記念
- 3銭、7銭共通 関東神宮の本殿と関東州の地図

なお、この記念切手は、日本が戦争中に発行した最後のものとなった。
いずれも、大日本帝国郵便との表記がなされているが、発売局は関東局に限られ、日本本土では、切手蒐集家向けに通信販売されただけであった。特に、関東州始政30周年の10銭切手は、5万枚しか製造されなかったため、当時からプレミアムがついていた。現在でも、比較的高価な部類に入る。

## 人口
1935年（昭和10年）国勢調査より
- 総人口　1,134,074人
  - 内訳
    - 日本人（朝鮮人を含む）　168,185人
    - 満洲国人（在来の住民）　963,875人
    - その他　2,014人

## 教育

### 高等教育機関
- 旅順工科大学
- 旅順医学専門学校
- 旅順高等学校
- 南満洲工業専門学校
- 大連経済専門学校
- 大連女子医学専門学校

### 中等教育学校
- 旧制中等教育学校の一覧 (旧外地)#関東州

## 宗教関係

### 神社
- 関東神宮
- 大連神社
- 沙河口神社
- 金刀比羅神社（大連市）
- 小野田神社
- 貔子窩神社
- 普蘭店神社
- 金州神社
- 金刀比羅神社（旅順市）
- 関水神社
- 大連惠比須神社
- 柳樹屯稲荷神社
- 周水神社

### 寺院
- 東本願寺 大連別院（現在、大連京劇舞台）

### キリスト教会
- 聖母海星大連天主堂（現在、大連カトリック教会）
- 路得会大連教会（後、北京街礼拝堂；現在、大連市承恩堂）
- 大連聖公会教会（現在、玉光街礼拝堂）
- 大連長老派教会（現在、レストラン）
- 東方正教大連教会（文化大革命中に消失）